# Óscar de Marcos
Pour les articles homonymes, voir Marcos.
Óscar de Marcos Arana, né le 14 avril 1989 à Laguardia en Espagne, est un footballeur espagnol ayant évolué au poste d'arrière droit.

## Biographie
Ce jeune joueur prometteur, évoluant principalement sur les ailes, commence sa formation au Deportivo Alavés. Après avoir fait ses débuts en équipe réserve, il joue rapidement ses premiers matchs chez les professionnels et ne peut empêcher la relégation du club basque en troisième division. À l'été 2009, il décide de poursuivre sa progression en rejoignant l'Athletic Bilbao avec qui il débute en Ligue Europa face aux Young Boys Berne. Manchester United et l'Olympique de Marseille seraient sérieusement intéressés par le joueur.

## Palmarès
- Athletic Club
  - Ligue Europa
    - Finaliste : 2012

  - Coupe d'Espagne
    - Vainqueur : 2024
    - Finaliste : 2012, 2015, 2020 et 2021

  - Supercoupe d'Espagne
    - Vainqueur : 2015 et 2021
    - Finaliste : 2009 et 2022